# 锺少云
锺少云（1957年12月7日—），马来西亚政治人物，马来西亚全民党署理主席。曾任柔佛州地不佬国会议员（2018年至2022年），从政前是一名会计师，也是康地威公司的高级独立非执行董事。2021年2月28日，他退出人民公正党成为独立人士，并宣布支持慕尤丁领导的国民联盟。同年11月，他与孙伟瑄宣布成立马来西亚全民党。

## 个人背景
锺少云于1957年在霹雳州怡保出世，后搬家至霹雳州曼绒县木威居住。他升上中学之后便成天待在家中专研读书，在就读南洋大学的哥哥协助下花了许多时间研习英文，在23岁便前往英国布鲁内尔大学就读，并在当地待了10年修得商业金融硕士学位。他的两个女儿也在英国出世。
在留学英国期间，锺少云对许多英国的社会体制有感而发。1985年，锺少云获得特许公认会计师公会（ACCA）会员资格，并成为马来西亚会计师协会的会员（特许会计师）以及马来西亚税务学会会员。1990年，33岁的他带着妻女一家回国至新山定居，并在1991年1月开始在新山的毕马威会计事务所工作，直到1994年离开事务所自立门户。他也曾经参与当地的社区辅导机构。锺少云也在2002年3月27日起担任康地威公司的董事至今。 

## 政治生涯

### 参政后
锺少云于308大选后的一年参政并加入人民公正党，在此之前他也曾经考虑加入马华公会，以帮助当地民生和华社，但被巫统党籍的朋友劝阻。另外，时事评论作者金格（Kim Quek）的作品提出的政治观点也对他影响至深，而刚巧金格的弟弟是他的一位顾客，在他拉线下，锺少云最终选择加入公正党。锺少云也在之后担任公正党的副总秘书、柔州选举局主任、亚依淡区部主席等。
锺少云曾在2013年第十三届大选时到地不佬竞选，最终以1千767张多数票败给来自马华公会的邱思祥，之后继续在当地为人民服务，成为该党在地不佬选区的协调员以及当地的区部主席。
2018年大选，锺少云再度竞选，遇上来自马华公会的副高等教育部长何国忠以及前伊斯兰党优景镇州议员阿都拉胡先前来竞选，最终成功以37,225张多数票当选为国会议员。
锺少云也在2018年8月13日成为国会公共账目委员会的委员之一。

### 跳槽
2021年2月28日，钟少云与同属公正党党员的如楼区孙伟瑄宣布公开支持首相慕尤丁领导的执政党国民联盟。钟少云解释选择支持首相慕尤丁，是因为首相了解且同意让他能与各政府部门及政府机构会面，反映及解决长久以来未能解决的民生课题。公正党中央理事会同日发文告革除上述2名议员党员身份，并为出走的行为向如楼和地不佬选区的选民致歉，并称此举是背叛选民行为。公正党随后向他发律师信，指责他违反大选前签署的反跳槽协议，要求索取1000万令吉跳槽赔偿。 

### 全民党
2021年11月，他与孙伟瑄宣布成立马来西亚全民党。2022年1月8日，全民党高级副主席由地不佬国会议员锺少云。同年2月24日，全民党创立后，首次出征州选，宣布于2022年柔佛州选举攻打4个州选区，其中，该党高级副主席兼地不佬国会议员锺少云将竞选优景镇州席。2022年马来西亚大选，全民党原任地不佬国会议员锺少云在面子书发长文，宣布本届大选不上阵继续留守地不佬国席，以便利用接下来4至5年时间完成博士课程，同时协助全民党建立基层。2023年2月15日，全民党重新整顿领导层阵容，原任第一资深副主席锺少云担任署理主席一职，取代哈妮查达尔哈。

## 选举成绩
| 年份 | 选区             | 候选人 | 候选人               | 得票数 | 得票率 | 竞选对手               | 竞选对手           | 得票数 | 得票率 | 总票数  | 多数票 | 投票率 |
| ---- | ---------------- | ------ | -------------------- | ------ | ------ | ---------------------- | ------------------ | ------ | ------ | ------- | ------ | ------ |
| 2013 | 柔佛 P158 地不佬 |        | 锺少云（人民公正党） | 38,218 | 48.87% |                        | 邱思祥（马华公会） | 39,985 | 51.13% | 78,203  | 1,767  | 88.23% |
| 2018 | 柔佛 P158 地不佬 |        | 锺少云（人民公正党） | 64,535 | 62.09% |                        | 何国忠（马华公会） | 27,310 | 26.27% | 103,943 | 37,225 | 85.68% |
| 2018 | 柔佛 P158 地不佬 |        | 锺少云（人民公正党） | 64,535 | 62.09% | 阿都拉胡先（伊斯兰党） | 12,098             | 11.64% |        | 103,943 | 37,225 | 85.68% |

| 年份 | 选区       | 候选人 | 候选人           | 得票数 | 得票率 | 竞选对手                       | 竞选对手             | 得票数 | 得票率 | 总票数 | 多数票 | 投票率 |
| ---- | ---------- | ------ | ---------------- | ------ | ------ | ------------------------------ | -------------------- | ------ | ------ | ------ | ------ | ------ |
| 2022 | N41 优景镇 |        | 锺少云（全民党） | 2,471  | 4.67%  |                                | 阿米拉艾莎（统民党） | 22,884 | 43.22% | 52,948 | 7,114  | 46.94% |
| 2022 | N41 优景镇 |        | 锺少云（全民党） | 2,471  | 4.67%  | 黄有益（马华公会）             | 15,770               | 29.78% |        | 52,948 | 7,114  | 46.94% |
| 2022 | N41 优景镇 |        | 锺少云（全民党） | 2,471  | 4.67%  | 罗家荣（民政党）               | 8,957                | 16.92% |        | 52,948 | 7,114  | 46.94% |
| 2022 | N41 优景镇 |        | 锺少云（全民党） | 2,471  | 4.67%  | 凯里安瓦尔拉查里（祖国斗士党） | 2,468                | 4.66%  |        | 52,948 | 7,114  | 46.94% |
| 2022 | N41 优景镇 |        | 锺少云（全民党） | 2,471  | 4.67%  | 阿齐兹林（独立人士）           | 398                  | 0.75%  |        | 52,948 | 7,114  | 46.94% |